# Куркак (село)
Куркак (таб. Куркакк) — село в Табасаранском районе Дагестана (Россия). Административный центр сельского поселения Сельсовет Куркакский.

## География
Село расположено в 4 км к юго-востоку от районного центра с. Хучни.

## История
В 1974 году в связи с развитием оползневых процессов в селе постановлением совмина ДАССР было принято решение о поэтапном переселении жителей села в совхоз имени Мамедбекова села Белиджи Дербентского района. С 1974 по 1976 год предполагалось переселить 125 хозяйств. С 1960-х по 1990-е годы в состав села входил соседний населенный пункт село Джугдиль.

## Инфраструктура
В селе имеется фельдшерско-акушерский пункт.

## Население
| 1895 | 1926 | 1939 | 1970  | 1989 | 2002 | 2010 |
| ---- | ---- | ---- | ----- | ---- | ---- | ---- |
| 211  | ↗275 | ↗361 | ↗1194 | ↘776 | ↘175 | ↗268 |
| 2021 |      |      |       |      |      |      |
| ↘142 |      |      |       |      |      |      |